# السيال (دير الزور)
السيال  قرية سورية تتبع عشيرة البومريح منناحية مركز البوكمال في منطقة البوكمال في محافظة دير الزور. بلغ عدد سكانها أكثر من 60,000 نسمة في عام 2017 حسب إحصاء المكتب المركزي للإحصاء.وتعد ما أكبر قرى مدينة البوكمال، اما موقعها الجغرافي فهي تطل على نهر الفرات، ويوجد بها مدينة ماري الاثرية التي تعتبر من أهم مدن سوريا الاثرية.